# Імріх Бугар
Імріх Бугар (словац. Imrich Bugár, угор. Bugár Imre, Імре Бугар; 14 квітня 1955) — чехословацький легкоатлет, олімпійський медаліст.

## Виступи на Олімпіадах
| Олімпіада      | Дисципліна    | Місце             |
| -------------- | ------------- | ----------------- |
| Москва 1980    | метання диска | 2                 |
| Сеул 1988      | метання диска | 12                |
| Барселона 1992 | метання диска | 20 (кваліфікація) |